# STS-103
是历史上第九十五次航天飞机任务，也是發現號太空梭的第二十七次太空飞行。

## 任务成员
- 柯提斯·布朗（Curtis Brown，曾执行、以及任务），指令长
- 斯科特·凯利（Scott J. Kelly，曾执行以及任务），飞行员
- 斯蒂文·史密斯（Steven Smith，曾执行、以及任务），任务专家
- 迈克尔·福奥勒（Michael Foale，曾执行、以及远征8号任务），任务专家
- 约翰·格伦斯菲尔德（John M. Grunsfeld，曾执行、以及任务），任务专家
- 克劳德·尼克列（Claude Nicollier，瑞士宇航员，曾执行、以及任务），任务专家
- 让-弗朗西斯·格列福瑞（Jean-François Clervoy，法国宇航员，曾执行、以及任务），任务专家